# Lei do Governo da Índia de 1858
A Lei do Governo da Índia de 1858 foi uma Lei do Parlamento do Reino Unido (21 e 22 Vict. c. 106) aprovada em 2 de agosto de 1858. As suas disposições previam a liquidação da Companhia Britânica das Índias Orientais (que até então governava a Índia Britânica sob os auspícios do Parlamento) e a transferência das suas funções para a Coroa Britânica.
Lord Palmerston, então primeiro-ministro do Reino Unido, apresentou um projeto de lei em 1858 para a transferência do controle do governo da Índia da Companhia das Índias Orientais para a Coroa, referindo-se aos graves defeitos no sistema existente do governo da Índia. No entanto, antes que este projeto fosse aprovado, Palmerston foi forçado a renunciar por outra questão.
Edward Stanley, 15º Conde de Derby (que mais tarde se tornaria o primeiro Secretário de Estado da Índia), posteriormente apresentou outro projeto de lei intitulado "Uma Lei para uma Melhor Governança da Índia" e foi aprovado em 2 de agosto de 1858. Este ato previa que a Índia fosse governada diretamente e em nome da Coroa.

## História
A Rebelião Indiana de 1857 forçou o governo britânico a aprovar a lei. O ato foi seguido alguns meses depois pela proclamação da Rainha Vitória aos "Príncipes, Chefes e Povo da Índia", que, entre outras coisas, declarava: "Nós nos mantemos ligados aos nativos de nossos territórios indianos por a mesma obrigação de dever que nos liga a todos os nossos outros assuntos” (p.2).

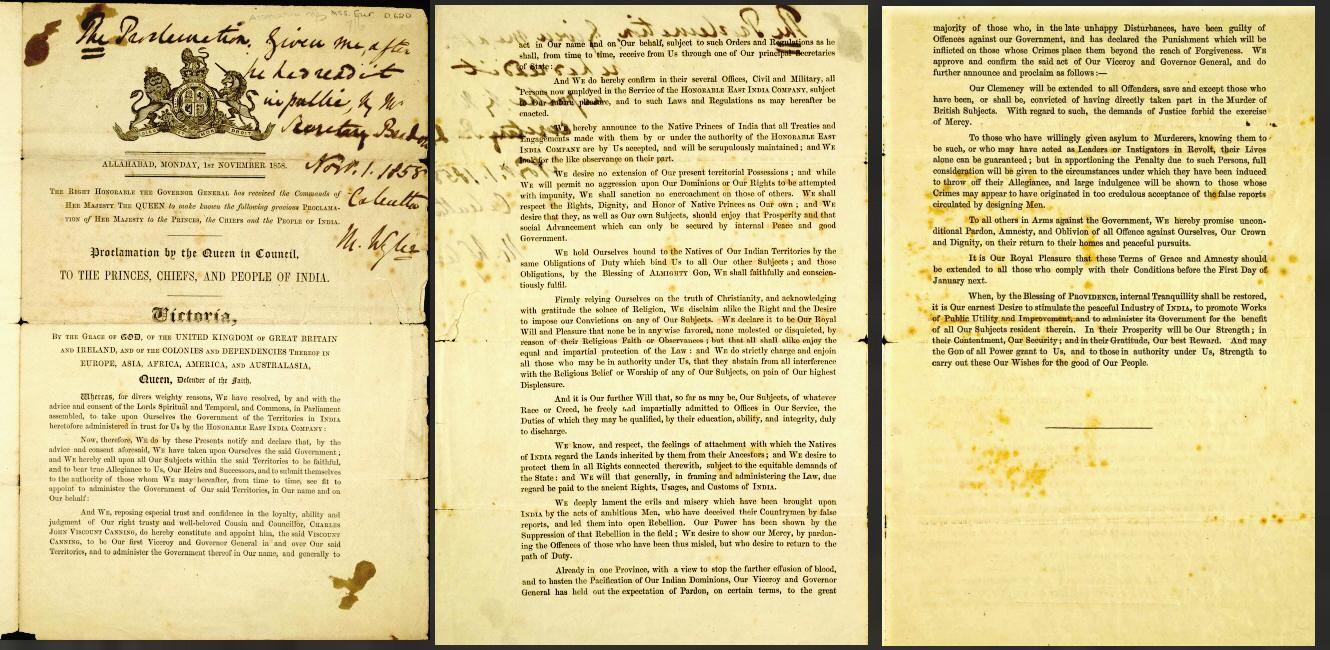
A proclamação aos "Príncipes, Chefes e Povo da Índia", emitida pela Rainha Vitória em 1 de novembro de 1858.

## Disposições do projeto de lei
- Os territórios da empresa na Índia seriam propriedade da Rainha, deixando a empresa de exercer o seu poder e controlo sobre esses territórios. A Índia seria governada em nome da Rainha.
- O Principal Secretário de Estado da Rainha recebeu os poderes e deveres do Tribunal de Administração da empresa. Um conselho de quinze membros foi nomeado para auxiliar o Secretário de Estado da Índia. O conselho tornou-se um órgão consultivo em assuntos indianos. Para todas as comunicações entre a Grã-Bretanha e a Índia, o Secretário de Estado tornou-se o verdadeiro canal.
- O Secretário de Estado da Índia foi autorizado a enviar alguns despachos secretos diretamente para a Índia, sem consultar o conselho. Ele também foi autorizado a constituir comissões especiais do conselho.
- A Coroa foi habilitada a nomear um Governador-Geral e os governadores das presidências.
- Um Serviço Civil Indiano seria criado sob o controle do Secretário de Estado.
- Todas as propriedades e outros ativos da Companhia das Índias Orientais foram transferidos para a Coroa. A Coroa também assumiu as responsabilidades da empresa no que se refere a tratados, contratos e assim por diante.[4]

O ato inaugurou um novo período na história indiana, provocando o fim do domínio da Companhia na Índia. A era do novo Raj Britânico duraria até a Partição da Índia em agosto de 1947, quando o território da Índia recebeu o status de domínio como Domínio do Paquistão e Domínio da Índia.